# Coffea fotsoana
Coffea fotsoana är en måreväxtart som beskrevs av Piet Stoffelen och Bonaventure Sonké. Coffea fotsoana ingår i släktet Coffea och familjen måreväxter. Inga underarter finns listade i Catalogue of Life.